# زلاندیا (روزنامه)
زلاندیا (انگلیسی: Zealandia) روزنامهٔ نیم‌قطع نیوزیلندی که به مدت ۵۵ سال به صورت هفتگی توسط اسقف کاتولیک اوکلند منتشر می‌شد. اولین شماره آن به تاریخ ۱۰ مه ۱۹۳۴م. و آخرین شماره آن به تاریخ ۲۳ آوریل ۱۹۸۹م. منتشر شد. این روزنامه توسط هفتمین اسقف کاتولیک اوکلند، جیمز مایکل لیستون، تأسیس شد و با وجود تمرکز آن بر مسائل مذهبی کاتولیک، نویسندگان مشهور نیوزیلندی همچون جیمز کی باکستر و جان رید مطالبی در آن منتشر می‌کردند. ویراستاران آن شامل کاردینال مک کیفری و اسقف اوون اسندن (که بعداً به این مقام رسید)، پدر روحانیِ مورخ ارنست سیموندز، بودند. اولین سردبیر روزنامه، پت بوث، و بعد از او کشیش سنت‌گرای مطرحی به نام، پدر دنزیل میولی، بودند.
اسقف کاتولیک اوکلند آرشیوی از این نشریه، از جمله نشریه جایگزین آن به نام نیوزلاندیا، دارد.